# Philippe Le Guay

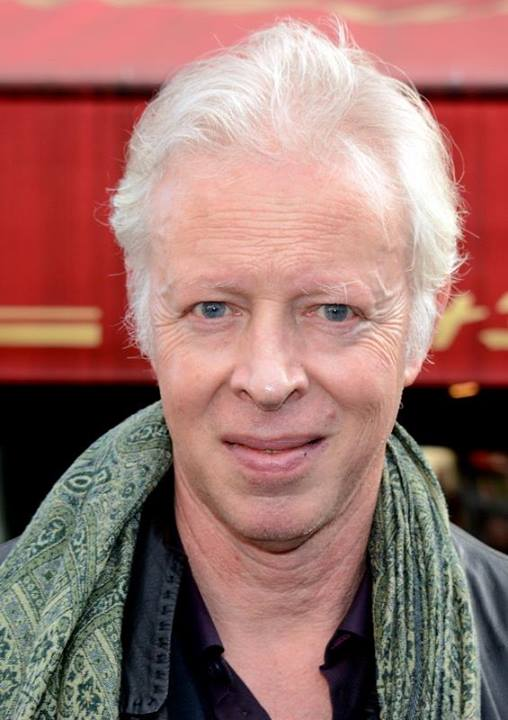
Philippe Le Guay 2014

Philippe Le Guay (* 22. Oktober 1956 in Paris, Frankreich) ist ein französischer Regisseur, Drehbuchautor und Schauspieler.

## Leben
Le Guay wurde ab dem Jahre 1980 am Institut des hautes études cinématographiques (IDHEC) ausgebildet. Sein erstes Drehbuch entstand 1986 für den Film 15 août von Nicole Garcia. Der erste Spielfilm, bei dem Le Guay Regie führte, war 1989 Les Deux Fragonard, für den er auch das Drehbuch schrieb.
Le Guay ist Bruder von Marie-Laure Le Guay, die mit dem früheren französischen Minister und Ministerpräsidenten Dominique de Villepin verheiratet ist.

## Filmografie (Auswahl)

### Regie und Drehbuch
- 1989: Les Deux Fragonard
- 1995: Rhésus Roméo (Fernsehfilm)
- 1995: L’Année Juliette
- 2001: Trois huit
- 2003: Le Coût de la vie
- 2006: Du Jour au lendemain
- 2008: Muchachos
- 2011: Nur für Personal! (Les Femmes du 6ème étage)
- 2011: V Comme Vian (Fernsehfilm)
- 2013: Molière auf dem Fahrrad (Alceste à bicyclette)
- 2015: Floride
- 2018: Ein Dorf zieht blank (Normandie nue)

### Drehbuch
- 1984: Il ne faut jurer de rien – Regie: Christian Vincent
- 1985: Grosse – Regie: Brigitte Roüan
- 1986: 15 août – Regie: Nicole Garcia
- 1990: Un amour de trop – Regie: Franck Landron
- 1990: Weekend für zwei (Un week-end sur deux) – Regie: Nicole Garcia
- 1990: Outremer – Regie: Brigitte Roüan
- 1992: Urgence d’aimer (Fernsehfilm)
- 1992: Ascension express (Fernsehfilm)
- 1992: Mémoire traquée – Regie: Patrick Dewolf
- 2010: I’m Not a F**king Princess (My Little Princess) – Regie: Eva Ionesco

### Schauspieler
- 1990: Un amour de trop – Regie: Franck Landron
- 1992: Août – Regie: Henri Herré
- 2004: Les textiles – Regie: Franck Landron